# Kelsi Phung
Kelsi Phung   (Ròchafòrt, 19 d'abril de 1993), també escrit Kelsi Phụng, és una persona autodefinida com a queer i no-binària occitana d'origen vietnamita que es dedica a la il·lustració i la direcció cinematogràfica. En francès, fa anar el neopronom iel. A més, és activista contra el racisme orientat als asiàtics i amb una marcada perspectiva descolonial.
Va formar-se en animació a l'escola Gobelins de París entre el 2014 i el 2018. Entre mig, el 2016, va dirigir el videoclip de la cançó Wonderland per al grup Caravan Palace amb la producció d'Agence Cumulus. A l'acabar els estudis, va realitzar l'aclamat curtmetratge Les lèvres gercées, que parla de l'efecte que té la manca de comunicació amb la família per a un jove trans. Va fer-lo juntament amb Fabien Corre, de la mateixa institució educativa. El film va incloure's al catàleg del cèlebre Festival Internacional de Curtmetratge de Clermont-Ferrand el 2021.